# Davallia canariensis
 Davallia canariensis  es una especie de helecho isospóreo vivaz perteneciente a la familia Davalliaceae.

## Descripción
Es un helecho perenne, con soros redondeados en el envés de los frondes, esporangios esferoidales con anillo longitudinal. Rizoma de hasta 15 centímetros, páleas lanceoladas de color castaño. Frondes con peciolo de igual longitud que la lámina y de color castaño, lámina tri o tetrapinnada.
Este helecho suele vivir de forma epífita pero a veces, en condiciones de humedad muy altas puede ser encontrado sobre piedras ("hábito saxícola") o sobre el suelo ("hábito terrestre").

## Distribución y hábitat
Su distribución comprende España (Canarias, Galicia, Principado de Asturias y sur de Andalucía), Portugal (oeste de Portugal y Madeira) y Marruecos.

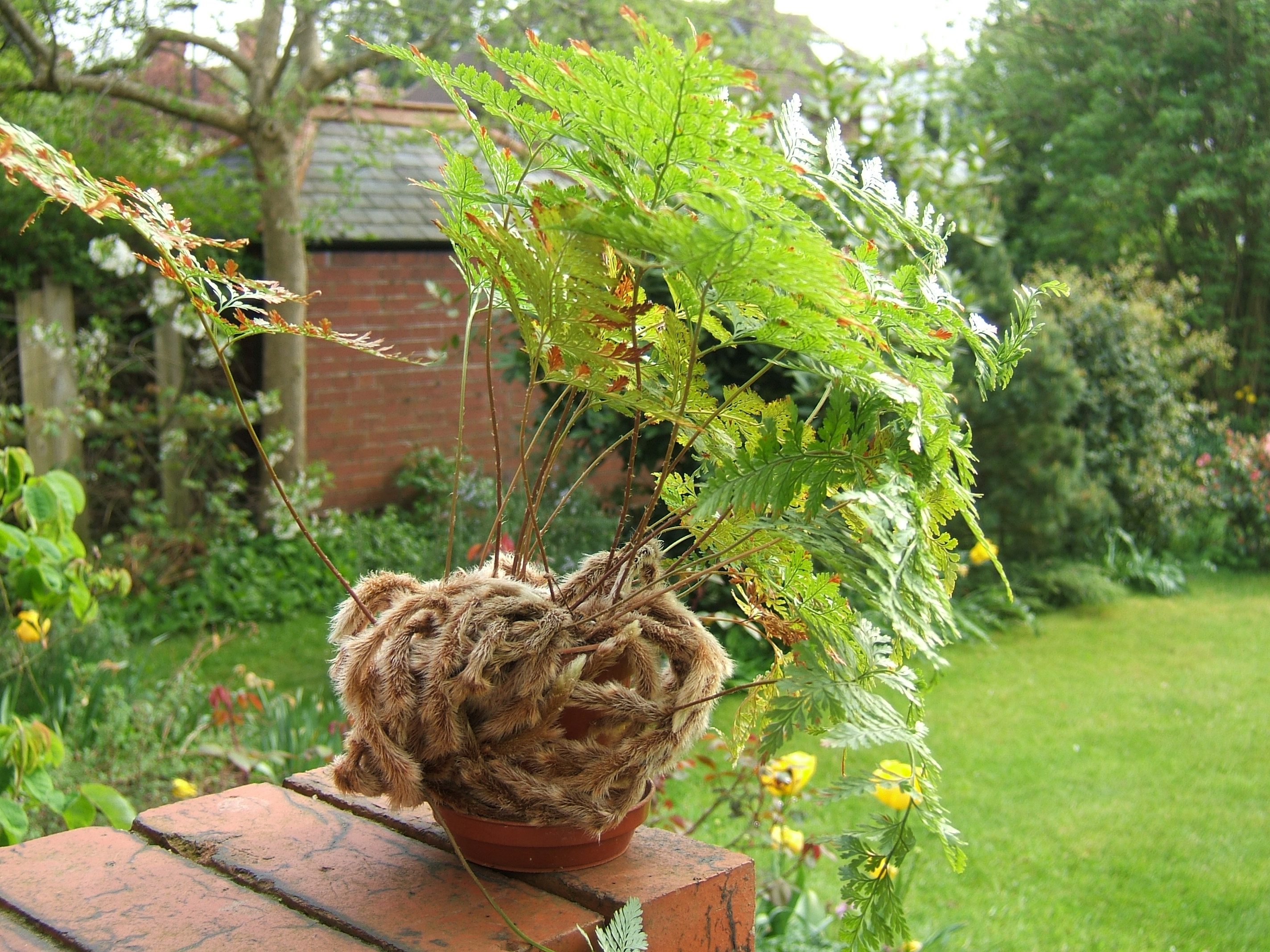
Davallia canariensis. Detalle del hábito. Ejemplar cultivado.

## Propiedades
Es utilizado como febrífugo y sudorífico.

## Taxonomía
Davallia canariensis fue descrita por (L.) Sm. y publicado en Mémoires de l'Académie Royale des Sciences de Turin 5: 414, t. 9, f. 6. 1793.
Etimología
Davallia: nombre genérico dedicado a Edmund Davall (1826-1900), botánico suizo.
canariensis: epíteto geográfico del archipiélago canario, en su sentido más amplio, aunque la especie no es exclusiva de las islas.
Sinonimia
- Polypodium lusitanicum L.
- Trichomanes canariense
- Trichomanes canariensis L.[3]

## Nombres comunes
- Castellano: batatillas, calaguala, calaquala, cochinita, filis abierto, filis del mar, filis de mar, filis portugués, pulipuli.[3]